# 9502 Ґеймар
9502 Ґеймар (9502 Gaimar) — астероїд головного поясу, відкритий 29 вересня 1973 року.
Тіссеранів параметр щодо Юпітера — 3,536.